# James Scully
James Scully, né le 19 avril 1992 à San Antonio, au Texas, est un acteur américain.
Il est connu pour avoir interprété le rôle de Jason « J. D. » Dean dans la série Heathers, l'adaptation télévisée du film Fatal Games, ainsi que pour celui de Forty Quinn dans la deuxième saison de la série You.

## Biographie

### Carrière
James Scully a étudié au lycée d'art Robert E. Lee à San Antonio, où il a grandi. Il commence ensuite à fréquenter l'université Otterbein à Westerville dans l'Ohio avant de décider d'entamer une carrière d'acteur.
Il fait ses débuts en apparaissant dans un épisode de la web-série Sublets, tournée à New York. Après une apparition dans la série Quantico, il rejoint la distribution de Heathers, une série adaptée du célèbre film Fatal Games de Michael Lehmann. Dans la série, il interprète Jason « J.D. » Dean, rendu célèbre par Christian Slater dans le film. La série est plusieurs fois repoussée en raison de son sujet jugé trop sensible pour le public américain. Après avoir été diffusée dans plusieurs pays, elle est finalement diffusée en automne 2018 aux États-Unis.
En 2019, il est l'un des personnages central de la deuxième saison du thriller You, dans laquelle il joue le frère de la nouvelle femme qui fait l'objet de l'obsession de Joe.

### Vie privée
James Scully est engagé pour les causes du mouvement LGBT, notamment sur les réseaux sociaux. En juin 2018, lors du mois des marches de fierté, il dévoile être LGBT. En décembre 2019, il précise être gay dans une interview pour Glamour.

## Filmographie

### Cinéma
- 2019 : Straight Up de James Sweeney : Ryder
- 2020 : Sa dernière volonté (The Last Thing He Wanted) de Dee Rees : un journaliste
- 2022 : Fire Island d'Andrew Ahn : Charlie

### Télévision
- 2016 : Sublets : un invité (saison 1, épisode 1)
- 2017 : Quantico : Tate (saison 2, épisode 15)
- 2018 : Heathers : Jason « J.D. » Dean (rôle principal)
- 2018 : 9-1-1 : Travis (saison 2, épisode 10)
- 2019-2021 : You : Forty Quinn (principal, saison 2 - invité, saison 3)
- 2021 : Modern Love : Ford (saison 2, épisode 7)

### Jeux vidéo
- 2019 : Telling Lies : Eric (film interactif)